# Philippeville
Philippeville (wa. Flipvile, Flipveye) – miasto w Belgii, w Regionie Walońskim, w prowincji Namur, siedziba administracyjna okręgu Philippeville. 1 stycznia 2024 roku liczyło 9521 mieszkańców.

## Podział administracyjny
W skład miasta wchodzi 16 dzielnic (section):
- Fagnolle
- Franchimont
- Jamagne
- Jamiolle
- Merlemont
- Neuville
- Omezée
- Roly
- Romedenne
- Samart
- Sart-en-Fagne
- Sautour
- Surice
- Villers-en-Fagne
- Villers-le-Gambon
- Vodecée

## Współpraca
Miejscowość partnerska:
- Saulieu, Francja